# Státní znak Seychel
Státní znak Seychel je tvořen štítem s ostrovní krajinou. Před palmou seychelskou je na trávníku seychelský endemit, želva obrovská. V pozadí je na moři dvoustěžník s plnými plachtami, za ním pak další ostrovy. Štít přidržují dvě ryby rodu Histiophorus (plachetníkovití) a korunuje ho přilba se stříbrně-modro-červenými přikryvadly a stejnobarevnou točenicí. Nad ní jsou dvě modré a mezi nimi jedna stříbrná vlna a nad ní pták Faeton žlutozobý. Pod štítem je zlatá stuha s latinským mottem FINIS • CORONAT • OPUS (česky Konec korunuje dílo).

## Historie
Roku 1768 se staly Seychely francouzskou kolonií. V roce 1810 byly ostrovy postoupeny Spojenému království a od roku 1814 se staly součástí kolonie Mauricius. Roku 1903 se ostrovy staly britskou korunní kolonií a byla zavedena seychelská vlajka. Jednalo se o britskou státní námořní vlajku (Blue Ensing) se seychelským vlajkovým emblémem (badge) ve vlající části. Emblém (nejde o znak), který ostrovům udělil Eduard VII., byl tvořen kruhovým polem zobrazujícím v přirozených barvách pobřeží se dvěma palmami (velkou a menší) a mezi nimi procházející želvu obrovskou. V dolní části emblému byla bílá stuha s černým, latinským mottem: FINIS • CORONAT • OPUS (česky Konec korunuje dílo) (není detail badge).
V roce 1961 došlo ke změně emblému (tedy i vlajky). Emblém byl změněn na ovál s (opět v přirozených barvách) palmou seychelskou na mořském pobřeží. V pozadí, vpravo za palmou byl na moři dvoustěžník, za ním pak ostrov. Před palmou byl na trávníku znovu seychelský endemit: želva obrovská. Ovál měl na obvodu žlutý, zdobený lem s červenou konturou. V horní části lemu byl červený opis SEYCHELLES, v dolní části již zmiňované motto.

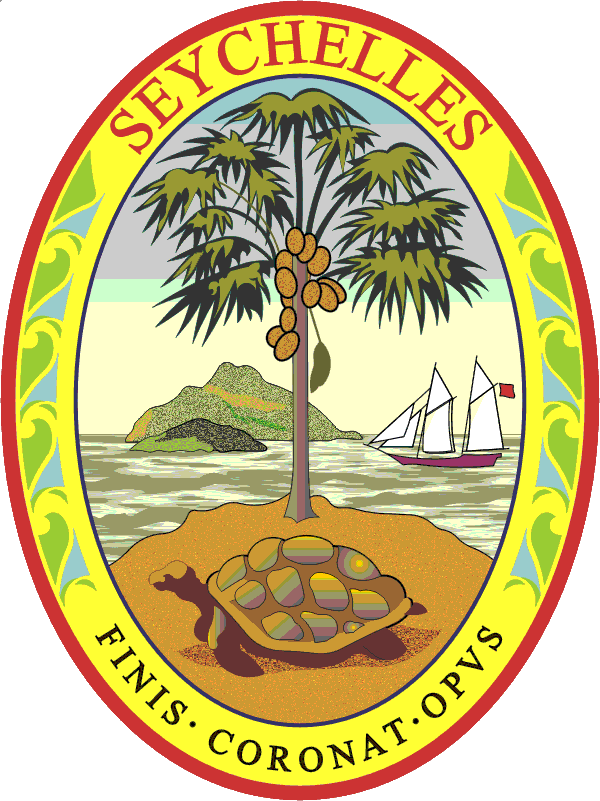
Seychelský emblém (1961–1976)

V roce 1970 získaly Seychely vnitřní autonomii a 28. června 1976 byla vyhlášena nezávislá Seychelská republika. Již 27. května 1976 byl zveřejněn nový státní znak, vycházející z vlajkového emblému z roku 1961.
5. června 1977 byl na Seychelách proveden státní převrat pod vedením tehdejšího premiéra France-Alberta Reného. Byla zavedena nová vlajku, ale státní znak byl i po převratu zachován a dokonce umístěn na prezidentskou standartu.
Zákonem č. 2 z 8. ledna 1996 došlo ke změně státní vlajky, znak však zůstal zachován. Státní znak je sice v zákoně popsán neúplně a nedostatečně, ale po roce 1996 se na vyobrazeních znaků změnila barva přikryvadel ze stříbrně-modro-červené na stříbrně-červeno. Znak byl také po roce 1996 zobrazován se stříbrnou, nikoliv zlatou stuhou.

## Další použití znaku
Seychelský státní znak je vyobrazen na vlajce seychelského prezidenta. Znak je také vyobrazen na seychelských mincích (Seychelská rupie).

Vlajka seychelského prezidenta (1977–1996) Poměr stran: 1:2
Vlajka seychelského prezidenta Poměr stran: 1:2
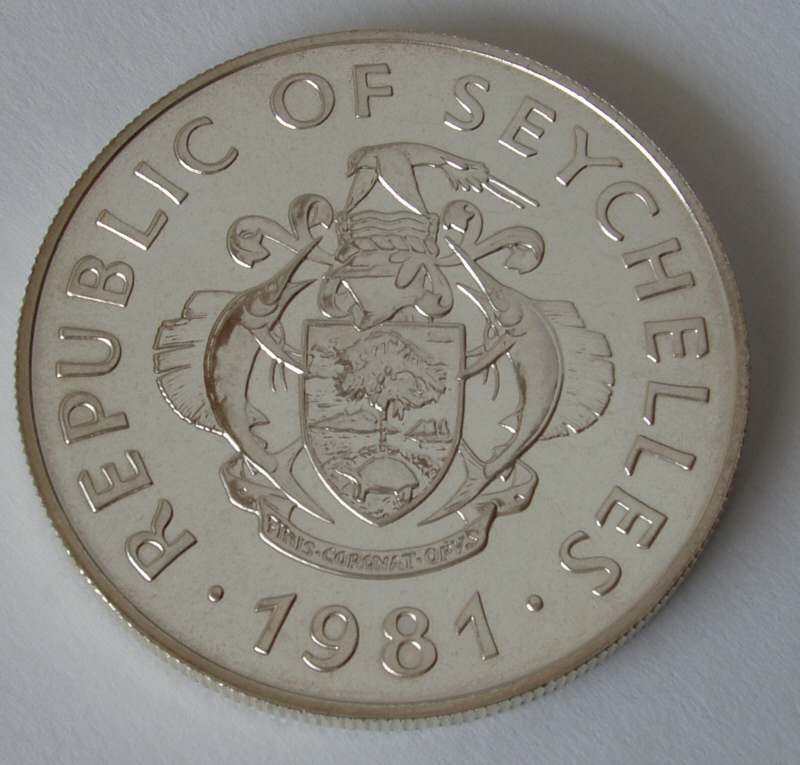
Rubová strana seychelské mince